# Schang Hutter

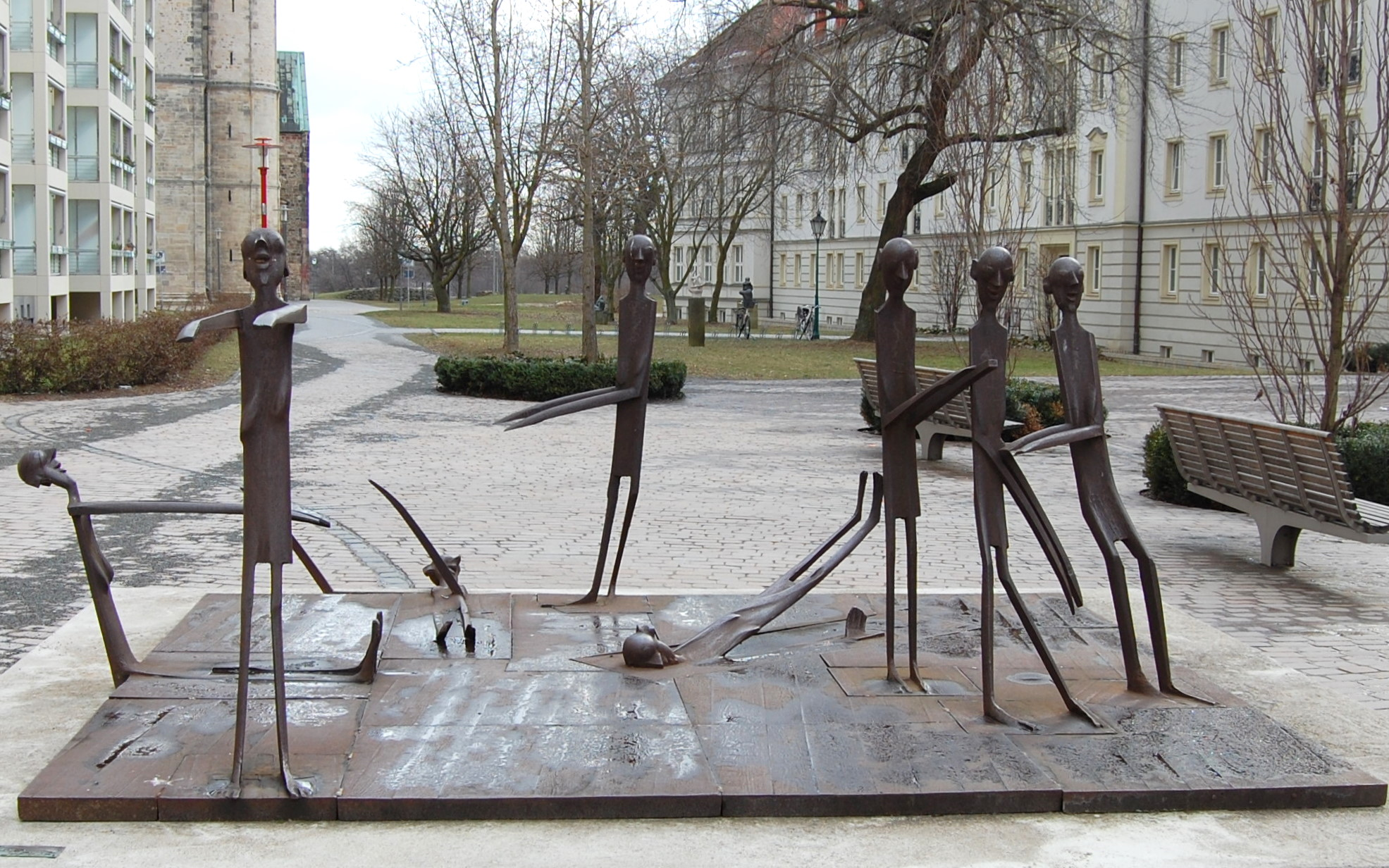
Skulptur Vertschaupet II in Magdeburg

Jean Albert «Schang» Hutter (* 11. August 1934 in Solothurn; † 14. Juni 2021 ebenda) war ein Schweizer Bildhauer.

## Leben

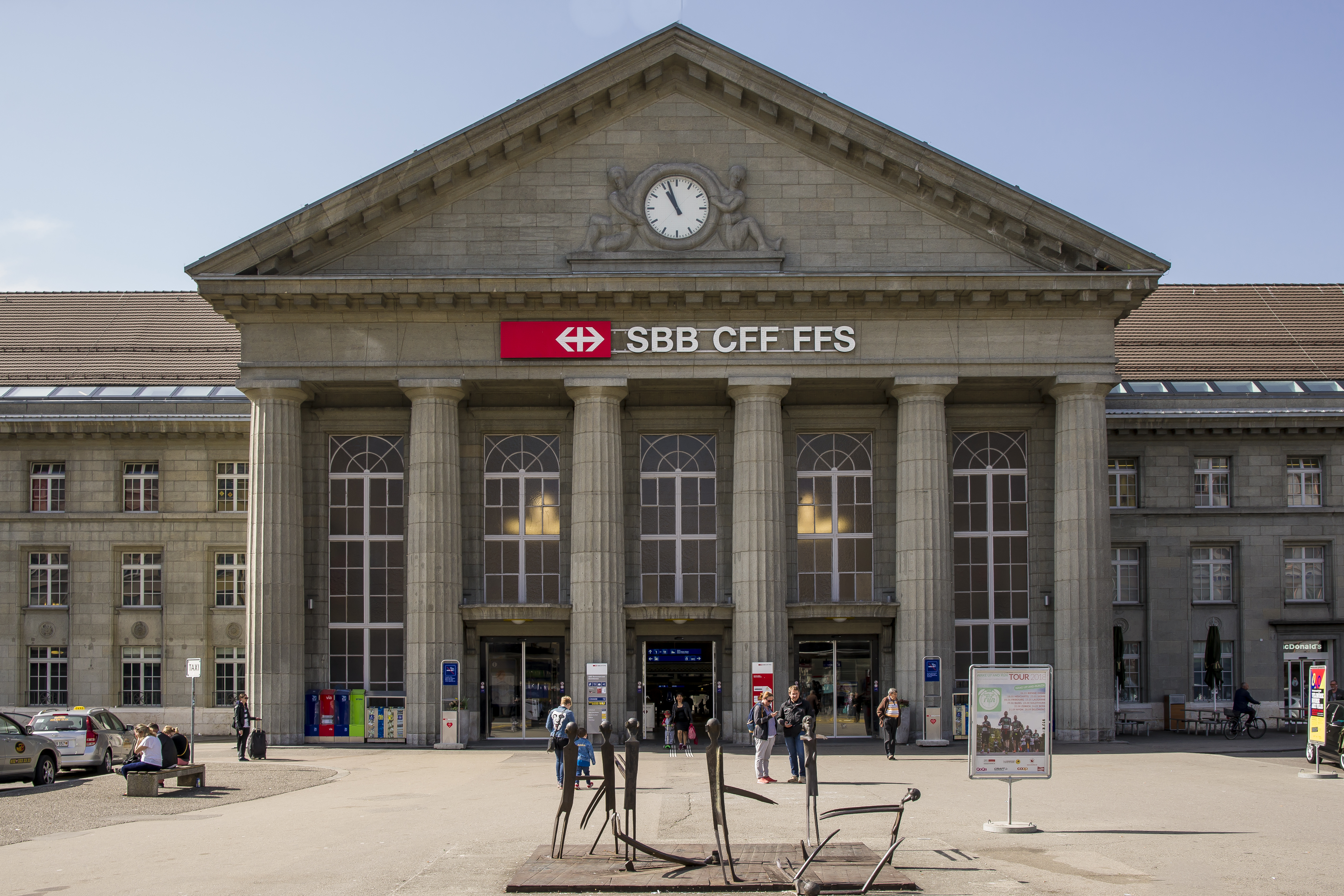
Skulptur Vertschaupet I vor dem Bahnhof Biel/Bienne

Von 1950 bis 1954 machte Hutter eine Lehre im elterlichen Steinmetzbetrieb und besuchte daneben die Kunstgewerbeschule in Bern. 1954 zog er nach München und studierte dort bis 1961 u. a. bei Charles Crodel und Josef Henselmann an der Akademie der Bildenden Künste. Die in München angetroffenen Kriegsversehrten liessen ihn nicht mehr los. 1961 kehrte er in den Kanton Solothurn zurück, wo er hauptsächlich in Küttigkofen lebte und wo er seine Münchner Eindrücke weiter verarbeitete. 1969/1970 folgte ein Aufenthalt in Warschau. Ab 1978 war er der erste Präsident der gastronomischen Genossenschaft Baseltor. 1971 trat in die SP ein und kandidierte 1981 im Kanton Solothurn für den Ständerat.
Von 1982 bis 1985 lebte er in Hamburg und von 1985 bis 1987 in Berlin. Darauf zog er ins solothurnische Hessigkofen. Zusammen mit den Berner Architekten Ueli Schweizer und Walter Hunziker und dem Berner Landschaftsarchitekten Franz Vogel gestaltete er eine 1994 abgeschlossene Erweiterung des Friedhofs Bümpliz.
Am 28. Februar 1998 stellte Hutter im Rahmen eines Skulpturenweges zum 200. Jubiläum der Helvetik vor dem Bundeshaus in Bern seine Eisenplastik Shoah auf. Weil er dies drei Meter neben dem ursprünglich vereinbarten Standort tat, wurde sie in einer Nacht-und-Nebel-Aktion am 4. März 1998 von der Freiheits-Partei der Schweiz abtransportiert und vor die Werkstatt des Künstlers gebracht, worauf eine heftige öffentliche Debatte begann. Die Skulptur wurde danach in Zürich, Basel, Aarau, Solothurn und Glarus ausgestellt und steht heute in Langenthal.
Ab 1999 lebte Hutter in Genua, mit sporadischem Wohnsitz im solothurnischen Derendingen. Permanent ausgestellt sind seine Werke in einer alten Fabrikhalle in Huttwil und auf dem Gelände eines Fabrikareals in Langenthal. 2005 erschienen in der Kunstrevue Trou bis dahin unveröffentlichte Arbeiten von Schang Hutter sowie sein Text «Shoah II» in Deutsch und in französischer Übersetzung.
Anlässlich von Hutters 80. Geburtstag organisierte und kuratierte Ute Winselmann Adatte im Tramdepot Burgernziel in Bern vom 10. August bis 10. November 2014 eine grosse Jubiläumsausstellung. Auf 5000 m² wurden 800 charakteristische Werke aus den vergangenen 60 Jahren gezeigt. Gleichzeitig erschien eine umfangreiche Monographie zu Leben und Werk, Schang Hutter: Der Verletzlichkeit Raum geben von Hanspeter Gschwend.
Mitte Juni 2021 starb Schang Hutter im Alter von 86 Jahren nach langer Krankheit in Solothurn. Er war verheiratet und Vater von vier Kindern. Die Schauspielerin Sophie Hutter ist seine Enkelin.

## Werke (Auswahl)

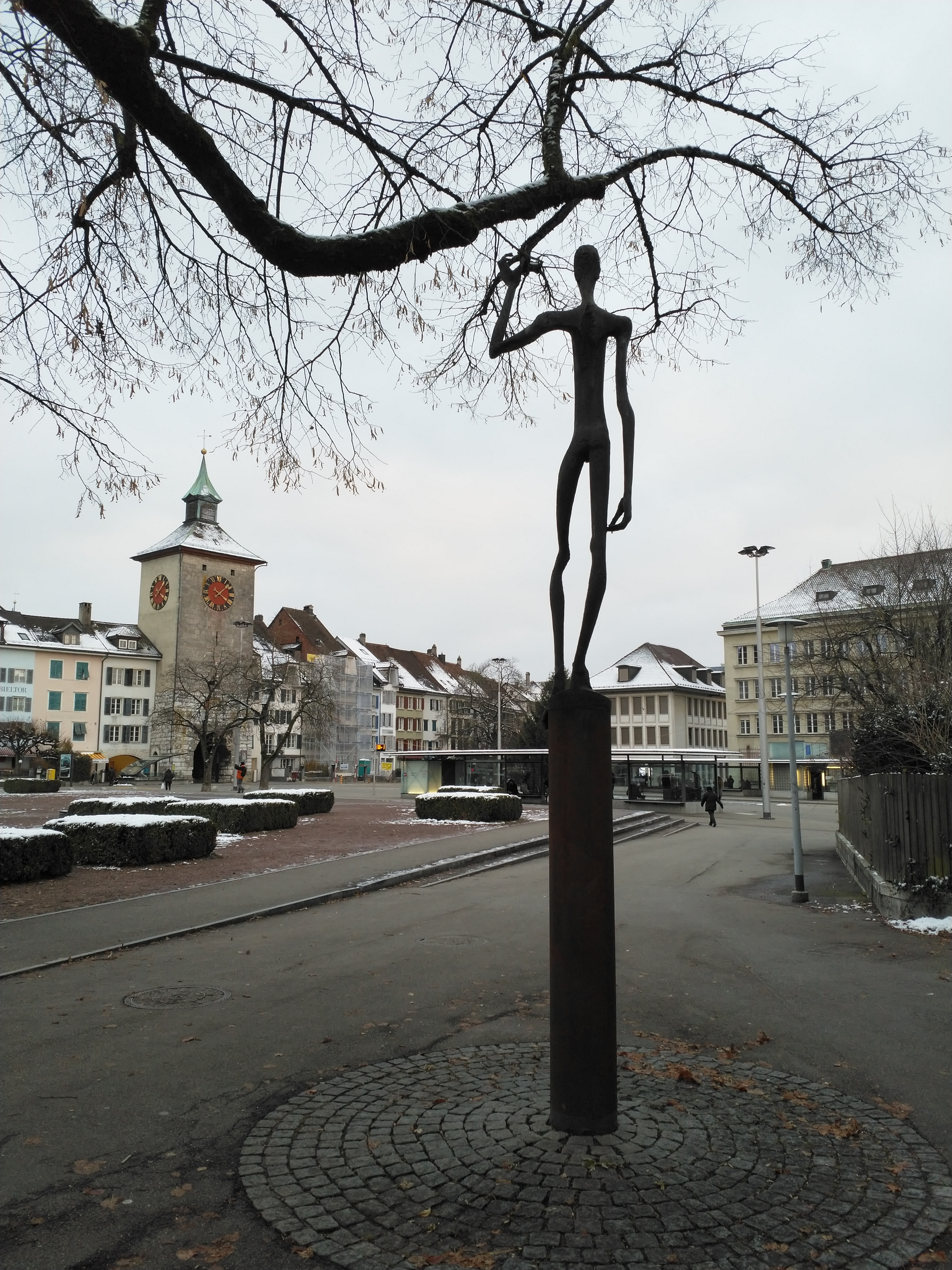
Kościuszko-Denkmal am Amthausplatz in Solothurn

- Kościuszko-Denkmal in Solothurn, 1967
- Vertschaupet II, Skulpturenpark Magdeburg, 1979/80
- Shoah, Langenthal[8][9][10]
- Figurentanz, Beusselbrücke Berlin[11]
- Aufhalten in Berlinen (Veitstanz), Mühleplatz Thun, 1995
- Vertschaupet, Bahnhofplatz Biel/Bienne, 1981